# Echeandia scabrella
Echeandia scabrella là một loài thực vật có hoa trong họ Măng tây. Loài này được (Benth.) Cruden mô tả khoa học đầu tiên năm 1981.